# Diagnostické hodnocení
Diagnostické hodnocení je systematický proces hodnocení, který se ve vzdělávací instituci provádí na začátku školního roku, studijního předmětu nebo akademické fáze. Zaměřuje se na shromáždění informací, na jejichž základě vyučující vyhodnotí jak správně vést studenty, aby měli lepší výsledky při studiu a byli schopni dosáhnout úspěchu ve svých vlastních cílech. Vyučující zjišťuje míru vědomostí žáka, ohledně předmětu či kurzu, v kterém ho hodlá vzdělávat. Odhalí tím jeho silné a slabé stránky, vědomosti a schopnosti před samotným učením. Toto hodnocení typicky není známkováno a pro studenta se v něm neskrývá žádné riziko.
Tento typ hodnocení může ovšem být využit i na konci vyučovacího období, aby mohl být identifikován studentův posun v daném oboru. Také na základě diagnostického hodnocení může být upraveno kurikulum, aby v budoucnu přesněji odpovídalo potřebám a schopnostem studentů.
Diagnostické hodnocení je třetím ze skupiny typů hodnocení žáků. Formativní hodnocení prezentuje pokroky žáka během studia a náleží ho provádět právě po hodnocení diagnostickém, zatímco sumativní hodnocení žáky uchopitelně hodnotí a jeho výstupem jsou známky.

## Metody diagnostického hodnocení
- Likertova škála - student má za úkol označit odpovědi týkající se učiva a výuky na škále podle toho, do jaké míry s nimi souhlasí.

- Mapování - studenti nakreslí vizuální diagram konceptu nebo části informace a jsou požádáni, aby vytvořili spojení mezi různými složkami daného tématu.

- Diskuzní fórum - student je požádán, aby odpověděl na otázku vrstevníka nebo se zamyslel nad vlastní otázkou týkající se náplně předmětu.[3]

## Typy diagnostického hodnocení

### Neformální
Probíhá spontánně před novým učebním obdobím. Vyučující používá neformální, abstraktnější metody, například mapování. Z neformálního diagnostického hodnocení je možno zjistit studentův subjektivní pohled na danou tematiku.

### Standardizované
Jsou využívány předem vytvořené standardizované testy, např. Likertovy škály, které spolehlivěji odhalí studentovy silné a slabé stránky. Z těchto testů vyučující získá přesná data, na základě kterých může se studenty lépe pracovat.